# Монетний
Моне́тний (рос. Монетный) — селище у складі Березовського міського округу Свердловської області.
Населення — 5633 особи (2010, 6532 у 2002).
До 12 липня 2004 року селище мало статус селища міського типу.